# Schleppe Brauerei
Schleppe Brauerei er et bryggeri i Klagenfurt, hovedstaden i den østrigske delstat Kärnten. Bryggeriet blev grundlagt i 1607, og har siden 1993 været en del af koncernen Vereinigte Kärntner Brauereien.
Firmaet har ca. 50 ansatte. Hovedproduktet er ølmærket Schleppe Märzen, men bryggeriet laver også en række andre øltyper. Selskabet sælger sine produkter hovedsagligt i Kärnten, Øst-Tirol, Wien og Italien.

## Links
- Schleppe Brauerei

46°38′29″N 14°17′10″Ø / 46.64139°N 14.28611°Ø